# Matyáš Jizbický z Jizbice
Matyáš Jizbický z Jizbice (deutsch Matthias Jizbicki von Jizbice; * um 1585; † um 1640) war ein Offizier im Dreißigjährigen Krieg.

## Leben
Matthias war ein Sohn des wohlhabenden Bürgers aus der Prager Neustadt Václav Maštěrovský, genannt Litoměřický, und der Lidmila, geb. Leptějovna. Seine verwitwete Mutter heiratete 1587 den böhmischen Kammerrat Matyáš Jizbický, der 1592 mit dem Prädikat „z Jizbice“ (deutsch „aus Jizbice“ bzw. „von Jizbice“) nobilitiert wurde. Der Adel übertrug sich auf seine ehelichen Stiefsöhne. Gemeinsam mit seinem Bruder, dem neulateinischen Dichter Pavel Jizbický z Jizbice (1581–1607), besuchte er 1599 die Akademie Altdorf.
1623 wurde er mit dem Namen „Der Holdselige“ in die Fruchtbringende Gesellschaft aufgenommen. Wegen der Gegenreformation exilierte er 1627 in schwedische Kriegsdienste. 1633 war er Major im Regiment von Diederich von dem Werder (1584–1657). Er avancierte im Regiment 1634 zum Obristleutnant. 1635 war er Kommandant von Dömitz, als Obrist später Kommandant von Pirna. In den Jahren 1636/37 wurde er in Anhalt und Halle (Saale) eingesetzt. Am 20. Oktober 1639 wurde er bei Bautzen schwer verwundet.